# Харарит
Харарит (ивр. הררית‎) — поселение в западной Галилее, в Израиле.

## История
Поселение, расположенное на горе Нетофа в нижней западной Галилее, было основано в 1982 году по инициативе члена Партия Труда Израиля Нисима Звили. В нём поселились 60 семей, практикующих Трансцендентальную медитацию. К 2000 году этого нового религиозного движения придерживалось не более половины жителей посёлка.

## Население
По данным Центрального статистического бюро Израиля, население на начало 2020 года составляло 333 человека.

## Экономика
Экономика поселения основывается на туризме (имеется несколько небольших гостиниц).